# Dominique Gauzin-Müller

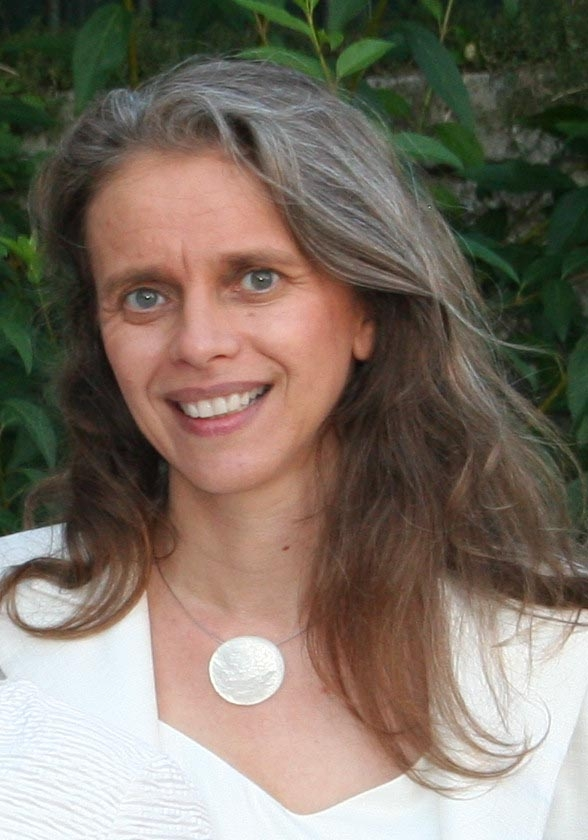
Dominique Gauzin-Müller

Dominique Gauzin-Müller (* 1960 in Vincennes) ist eine französische Architektin und Architekturkritikerin, die sich auf Holzbau und Nachhaltigkeit in Architektur und Städtebau spezialisiert hat. Sie ist die Autorin mehrerer Bücher zu diesen Themen, die in mehrere Sprachen übersetzt wurden, unter anderem Construire avec le Bois (1999), L’architecture écologique (2001), 25 maisons en bois (2003) und 25 maisons écologiques (2005). Sie arbeitet mit mehreren Verlagen zusammen und veröffentlicht ebenfalls Essays in Gemeinschaftswerken wie "Les éléments des projets de construction" (Neufert, 2007) oder der "Encyclopedia Universalis" (2008). Seit Anfang der 80er Jahre schreibt Dominique Gauzin-Müller in zahlreichen europäischen Architekturzeitschriften: D'Architectures (Frankreich), Techniques et architecture (Frankreich), Maisons à vivre (Frankreich), Séquences bois (Frankreich), Architecture intérieure créé (Frankreich), Le Moniteur des travaux publics et du bâtiment (Frankreich), L'Architettura naturale (Italien), Deutsche Bauzeitung (Deutschland), Detail (Deutschland) usw. Seit ihrer Gründung 2007 ist sie ebenfalls Chefredakteurin der französischen Architekturzeitschrift écologiK, die sich mit Themen der Nachhaltigkeit in Architektur und Städtebau befasst. Dominique Gauzin-Müller, die zahlreiche Vorträge in ganz Europa hält, wurde schon in mehrere internationale Architekturuniversitäten eingeladen, unter anderem nach Wien und La Coruňa (Spanien). Nachdem sie von 2004 bis 2007 an der "École Nationale Supérieure d'Architecture" in Nancy lehrte, ist sie zurzeit Professorin an der "École Nationale Supérieure d'Architecture" in Straßburg.

## Studium
Dominique Gauzin-Müller (* 1960) ist in Vincennes geboren, jedoch in Saint Céré (Lot) aufgewachsen. Ihr Architekturstudium an der "École d'Architecture Paris-Tolbiac" absolvierte sie in den Ateliers von Roland Schweizer, dem französischen Spezialisten für Holzbau, und von Marion Tournon-Branly. 1984 erhielt sie ihr Diplom und 1985 ein "Certificat d'études approfondies" (Master, äquivalent Dipl.-Ing.) über Holzbau von derselben Universität. Zudem nahm sie 1983 an einem Seminar namens "Energy planning and the environment" an der Sommeruniversität Oslo teil. Seit ihrer Hochzeit mit einem deutschen Ingenieur (1986) lebt Dominique Gauzin-Müller in Stuttgart.

## Beruflicher Werdegang
Dominique Gauzin-Müller begann als Architektin zu arbeiten, wandte sich aber schon bald dem Schreiben und dem Lehren zu. 1988–89 lehrte sie an der Universität Stuttgart, und 1990 veröffentlichte sie "Le bois dans la Construction". Von 1998 bis 2004 war sie für die Redaktion des Buches "Jean Prouvé - oeuvres complétes" in drei Bänden von Peter Sulzer zuständig. Seit 1994 hat sie, vor allem in Süddeutschland und Vorarlberg, über 40 Studienreisen für französische Architekten und Bauingenieure organisiert, unter anderem für die französische Architektenkammer und für das "Comité national pour le développement du bois", das nationale Komitee für die Entwicklung des Holzbaus. 1995 erhielt Dominique Gauzin-Müller den "Prix Henri Courbeau" für ihr Buch "Le bois dans la Construction". 1997 veröffentlichte sie, auf Deutsch, das Buch "Benhnisch & Partner - 50 Jahre Architektur" über den deutschen Architekten Günter Behnisch, im selben Jahr erhielt dieses Buch den Preis "Schönste Bücher Deutschlands". Im Jahre 1999 veröffentlichte sie "Construire avec le Bois", wofür sie den "Prix Henri Le Même" von der französischen Architekturakademie erhielt. Im selben Jahr nahm sie mit dem Stuttgarter Architekturbüro Jockers am Wettbewerb für das Collège von Mirecourt teil. 2001 veröffentlichte sie "L'architecture écologique", das in 6 Sprachen übersetzt wurde, unter anderem in Chinesisch. Zudem nahm sie mit Joel Gimbert als co-Planerin am Projekt der Müllverbrennungsanlage in Changé (Mayenne, Frankreich) teil. 2003 veröffentlichte Dominique Gauzin-Müller 25 maisons en bois und 2005 25 maisons écologique, das in 5 Sprachen übersetzt wurde. 2007 erhielt sie den Prix Dejean der französischen Architekturakademie, für ihre Forschung über die Anwendung der Prinzipien der Nachhaltigkeit in Architektur und Städtebau. Neben ihren persönlichen Veröffentlichungen hat Dominique Gauzin-Müller auch Essays in zahlreichen Kollektivwerken veröffentlicht, darunter Une Terre humaine in "L’architecte e(s)t l’autre", Développement durable dans l’architecture et l’urbanisme, und Les énergies renouvelables dans le bâtiment im Neufert (2007), L’exemple du Vorarlberg in "La maison individuelle" und L’architecture éco-responsable in "La science au présent 2008, une année d’actualité scientifique et technique" de l'Encyclopædia Universalis.

### Lehre
Seit 1999 hält Dominique Gauzin-Müller Vorträge in einer Vielzahl europäischer Universitäten, darunter Louvain-la-neuve (Belgien), Genf (Schweiz), Wien (Österreich), La Coruňa (Spanien) sowie Paris-La Villette, Epinal, Nancy, Straßburg, Montpellier usw. Zwischen 2004 und 2007 war sie Professorin an der Ecole d'architecture in Nancy. Im "Departement Architecture et cultures constructives" unterrichtete sie das Seminar "De l’urbanisme durable à l’architecture écologique" und leitete mehrere Ateliers über nachhaltige Architektur. Seit 2007 lehrt sie an der Ecole d’architecture de Strasbourg.

### Preisgerichte
Seit 2000 nimmt Dominique Gauzin-Müller an einer Vielzahl europäischer Jurys teil. Sie war unter anderem:
- Jurymitglied beim Vorarlberger Holzbaupreis (2011)
- Jurymitglied beim ersten "Global Award for Sustainable Architecture" (2007)
- Jurymitglied beim österreichischen "Staatspreis für Architektur und Nachhaltigkeit" (2006)
- Vorsitzende des ersten "Prix de l'habitat durable" in Grenoble (2006)
- Jurymitglied des ersten "Energy & Architecture Award" (2006)
- Vorsitzende des "Palmarès national de la maison bois" in Angers (2005)
- Vorsitzende des "Prix de l’Architecture en bois d’Auvergne" (2005)
- Jurymitglied des Studenten-Wettbewerbs "J’esquisse pour demain", organisiert vom Brüsseler Institut der Umwelt IBGE-BIM (2004)
- Jurymitglied des Studenten-Wettbewerbs "L’esquisse verte", organisiert von l’Arene Ile-de-France (2000)

## Philosophie
In ihren Büchern, Artikeln, Vorlesungen, Vorträgen und Editorials für die Zeitschrift ecologiK, bringt Dominique Gauzin-Müller ihre von einer holistischen Herangehensweise an die Architektur und vom ökologisch-verantwortlichen Städtebau geprägte Philosophie zum Ausdruck. Sie stellt das ständige Wachstum in den Industrieländern zugunsten einer gerechteren Umverteilung der immer knapper werdenden Ressourcen in Frage, zudem verteidigt sie die Losung "global denken, lokal handeln" sowie die Suche nach einem Gleichgewicht zwischen Tradition und Fortschritt. In diesem Kontext versucht sie, die ökologischen Qualitäten der traditionellen Architektur hervorzuheben und die traditionellen handwerklichen Methoden neu zu beleben, da diese Träger einer regionalen wirtschaftlichen, sozialen und kulturellen Entwicklung sind. Sie fühlt sich sehr stark der kollektiven Intelligenz verbunden und versucht die Wichtigkeit der Zusammenarbeit der verschiedenen an Bau Beteiligten hervorzuheben: politische Entscheidungsträger, Bauherren, Architekten, Ingenieure, Unternehmer, Handwerker und Nutzer. Austausch und gegenseitiger Respekt sind das Fundament einer konstruktiven Arbeitsatmosphäre und einer neuen Solidarität zwischen Berufen und auch Generationen.
Das Motto von Dominique Gauzin-Müller ist humanistisch: "Die Zukunft liegt im Menschlichen, nicht im Technischen", erklärt sie im Editorial des dritten Ausgaben von ecologiK (Juni/Juli 2008). Architektur und Städtebau befinden sich für sie im Mittelpunkt der neuen, weltweiten Herausforderungen, sie müssen nicht nur "ökologisch korrekt", sondern auch "sozial gerecht und wirtschaftlich machbar sein", das Ziel ist, die Schwächsten zu unterstützen und einen menschlicheren Raum für alle zu schaffen. Ihre Philosophie ist aber auch im Handeln verankert, und sie versucht, zusammen mit dem Netzwerk négaWatt, dem sie seit 2007 angehört, konkrete Lösungen für die Gefahren zu finden, denen unsere Gesellschaft entgegenblickt vom Klimawandel und der Verschwendung von Rohstoffen bis hin zur Ungleichheit der beiden Hemisphären. Sie ist davon überzeugt, dass die "ökologische Herangehensweise kein Modell vorschreibt, dass sie mit leichten Anpassungen an Länder der Nord- sowie der Südhalbkugel durchführbar ist, und vor allem, dass sie die architektonische Kreativität fördert."
Dominique Gauzin-Müller legt großen Wert auf die innere Revolution, die eine solche Herangehensweise an Architektur und Städtebau verlangt, und auf ihre positiven Aspekte: "Die ökologisch-verantwortliche Herangehensweise ist keine Behinderung wie vieles andere, sie ist ein Geisteszustand, der den Bereich des Möglichen neu definiert!"

## Ausstellung "Habiter écologique"
Dominique Gauzin-Müller ist Kuratorin einer Ausstellung über ökologisch-verantwortliches Wohnen, die von April bis September 2009 in der Cité de l’architecture et du patrimoine" (Stadt der Architektur und des Kulturerbes) im Palais de Chaillot in Paris stattfindet. Diese Ausstellung und die mit ihr verbundenen Veranstaltungen richten sich nicht nur an Architekten, sondern auch an Personen, die sich für ökologisches Bauen interessieren. Das Ziel ist, an der Suche nach Lösungen für die großen Herausforderungen des 21. Jahrhunderts teilzunehmen, vor allem das Wachstum der Städte, die Verringerung der verfügbaren Ressourcen und die Umweltverschmutzung. Laut Dominique Gauzin-Müller, "ist der Sinn dieser Ausstellung, den Benutzern und Architekten Lust zu machen, gemeinsam diese Herausforderung anzunehmen". Die Ausstellung wird Beispiele von Einfamilienhäusern und kleinen Mehrfamilienhäusern zeigen, die Ressourcen- sowie energiesparsam sind. Sie wird die Herangehensweise von etwa einem Dutzend Pionieren des 20. Jahrhunderts (Alvar Aalto, Hassan Fathy, Glenn Murcutt, Zanine …) sowie von Architekten der Gegenwart aus allen Kontinenten zeigen. Viele Veranstaltungen werden im Rahmen der Ausstellung stattfinden: Vorträge, Kurse, Ateliers, bei denen Studenten Unterkünfte für Obdachlose entwerfen, Ateliers für Schüler usw.

## Publikationen
- Le bois dans la construction. Editions du Moniteur, 1990, ISBN 2-281-11117-2.
- Construire avec le bois. Editions du Moniteur, 1999, ISBN 2-281-19108-7.
- L'Architecture écologique. Editions du Moniteur, 2001, ISBN 2-281-19137-0; deutscher Titel: Nachhaltigkeit in Architektur und Städtebau. Birkhäuser, 2002, ISBN 3-7643-6658-3.
- 25 maisons en bois. Editions du Moniteur, 2003, ISBN 2-281-19191-5; deutscher Titel: Neue Wohnhäuser aus Holz Birkhäuser, 2004, ISBN 3-7643-7085-8.
- 25 Maisons écologiques. Editions du Moniteur, 2005, ISBN 2-281-19282-2; deutscher Titel: Nachhaltiges Wohnen Birkhäuser, 2006, ISBN 3-7643-7466-7.
- Behnisch & Partner – 50 Jahre Architektur. Ernst & Sohn, 1997, ISBN 3-433-02642-4.